# Deux Hommes en fuite
Pour plus de détails, voir Fiche technique et Distribution.
Deux Hommes en fuite (Figures in a Landscape) est un film britannico-hispano-américain réalisé par Joseph Losey, sorti en 1970.

## Synopsis
La cavale interminable mais déterminée de deux prisonniers évadés que tout oppose dans des montagnes inhospitalières.

## Fiche technique
- Titre français : Deux Hommes en fuite
- Titre original : Figures in a Landscape
- Réalisateur : Joseph Losey
- Scénario : Robert Shaw, d'après un roman de Barry England
- Musique : Richard Rodney Bennett
- Photographie : Henri Alekan, Peter Suschitzky, Guy Tabary
- Montage : Reginald Beck
- Production : John Kohn
- Sociétés de production : Cinecrest & Cinema Center 100 Productions
- Société de distribution : 20th Century Fox
- Pays de production :  Royaume-Uni,  Espagne,  États-Unis
- Langue : Anglais
- Format : Couleur - Mono - 35 mm - 2.35:1
- Genre : Action, Drame
- Durée : 100 min
- Date de sortie : 
  - France : 11 novembre 1970

## Distribution
- Robert Shaw (VF : William Sabatier) : MacConnachie
- Malcolm McDowell (VF : Bernard Murat) : Ansell
- Henry Woolf : le pilote de l'hélicoptère
- Christopher Malcolm : l'observateur dans l'hélicoptère
- Pamela Brown : la veuve
- Andrew Bradford : un soldat